# Château de Fayolle (Tocane-Saint-Apre)
Pour les articles homonymes, voir Château de Fayolle.
Le château de Fayolle est un château français implanté sur la commune de Tocane-Saint-Apre, dans le département de la Dordogne, en région Nouvelle-Aquitaine.
Il fait l'objet d'une protection au titre des monuments historiques.

## Présentation
Le château de Fayolle se situe dans le quart nord-ouest du département de la Dordogne, à deux kilomètres et demi au sud du bourg de Tocane-Saint-Apre, à proximité de la route départementale 103. Il s'agit d'une propriété privée.
Il comporte deux logis parallèles, accolés par leurs murs gouttereaux, et terminés à chaque extrémité par des pavillons saillants, soit quatre au total. Au sud-ouest du château se trouve un ancien pigeonnier tronqué.
Le château est partiellement inscrit au titre des monuments historiques depuis le 14 octobre 1969 pour les façades, les toitures et le parc.

## Historique

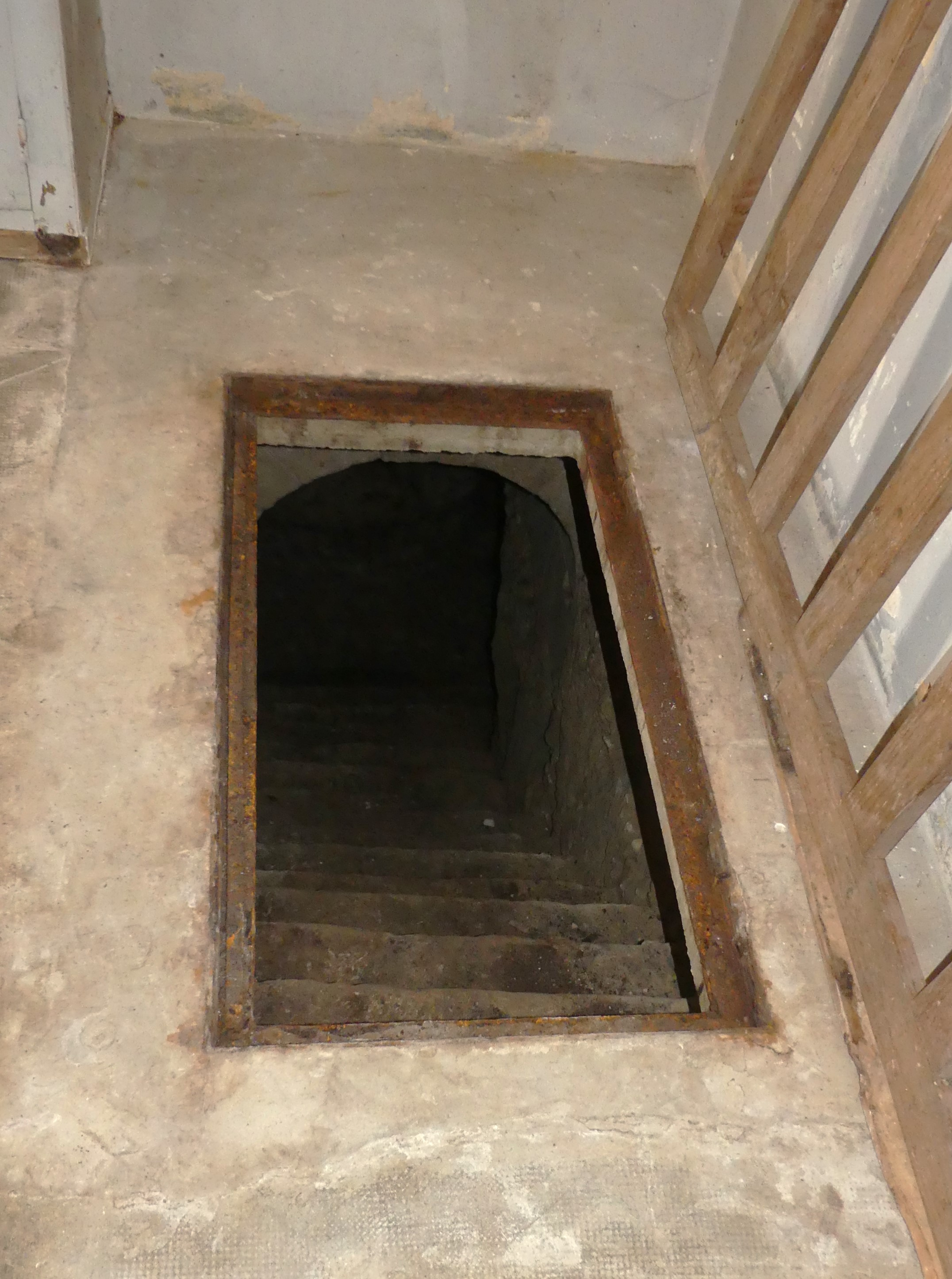
Entrée d'un cluzeau dans la cuisine.

Sur l'emplacement d'un ancien cluzeau est édifiée une maison forte médiévale, mentionnée en 1220 sous le nom de « Repayr. de Faiola », attaquée à de nombreuses reprises pendant la guerre de Cent Ans. Une forteresse la remplace au XVe siècle, mais elle est pillée et incendiée par les troupes des seigneurs de Bourdeilles.
La terre est érigée en marquisat en 1724.
Bâti sur les bases de l'ancienne forteresse, le château actuel est le résultat de deux périodes de construction successives : la première en 1766 est due à l'architecte Chauvin et la seconde, à la fin du XIXe siècle, est l'œuvre de l'architecte Léon Drouyn, fils de Léo Drouyn, archéologue, dessinateur et peintre girondin. La chapelle, qui date de cette deuxième phase, abrite la croix pectorale et le calice de l'ancien abbé de Chancelade Alain de Solminihac.
En mars 2024, la fille du dernier marquis de Fayolle vend le domaine à Grégory et Florence Mangeret.

### Liste des marquis de Fayolle
Le marquisat de Fayolle est érigé en 1724 sous le règne de Louis XV.
1. 1724-1736 Nicolas de Fayolle (1670-1736)
2. 1736-1762 Alain-Thibaut de Fayolle (1695-1762), fils du 1
3. 1762-1791 Nicolas-Antoine de Fayolle (1728-1791), fils du 2
4. 1791-1841 André-Alain de Fayolle (1762-1841), fils du 3.
5. 1841-1886 Alain Hélie de Fayolle (1817-1886), neveu du 4
6. 1886-1933 Gérard de Fayolle (1851-1933), fils du 5
7. 1933-1944 Guy de Fayolle (1882-1944), fils du 6
8. 1944-1969 Armand de Fayolle (1890-1969), petit-fils du 5
9. 1969-2012 Alain de Fayolle (1924-2012), fils du 8

Armoiries de trois marquis de Fayolle sculptées sur la façade nord-est.
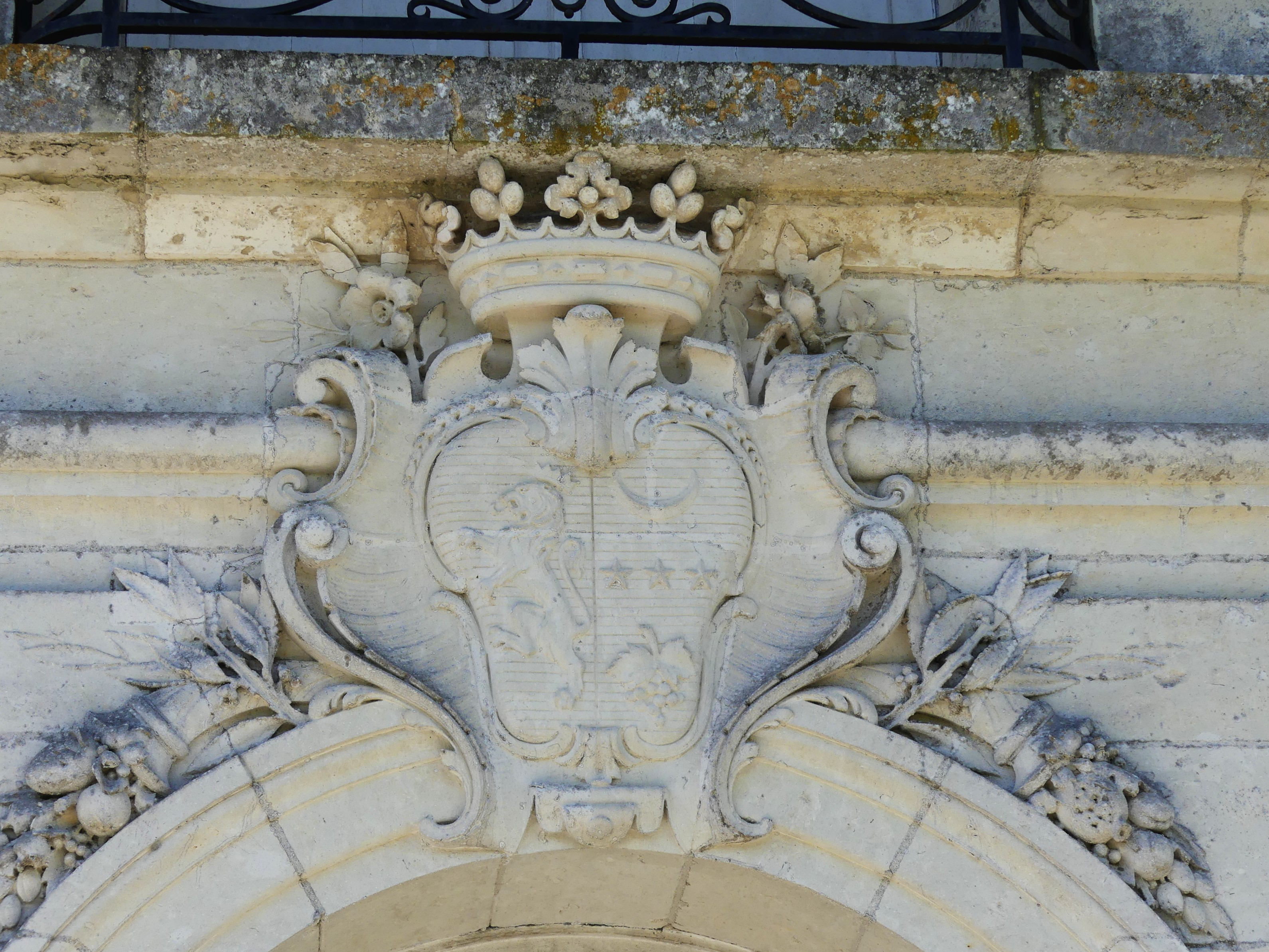
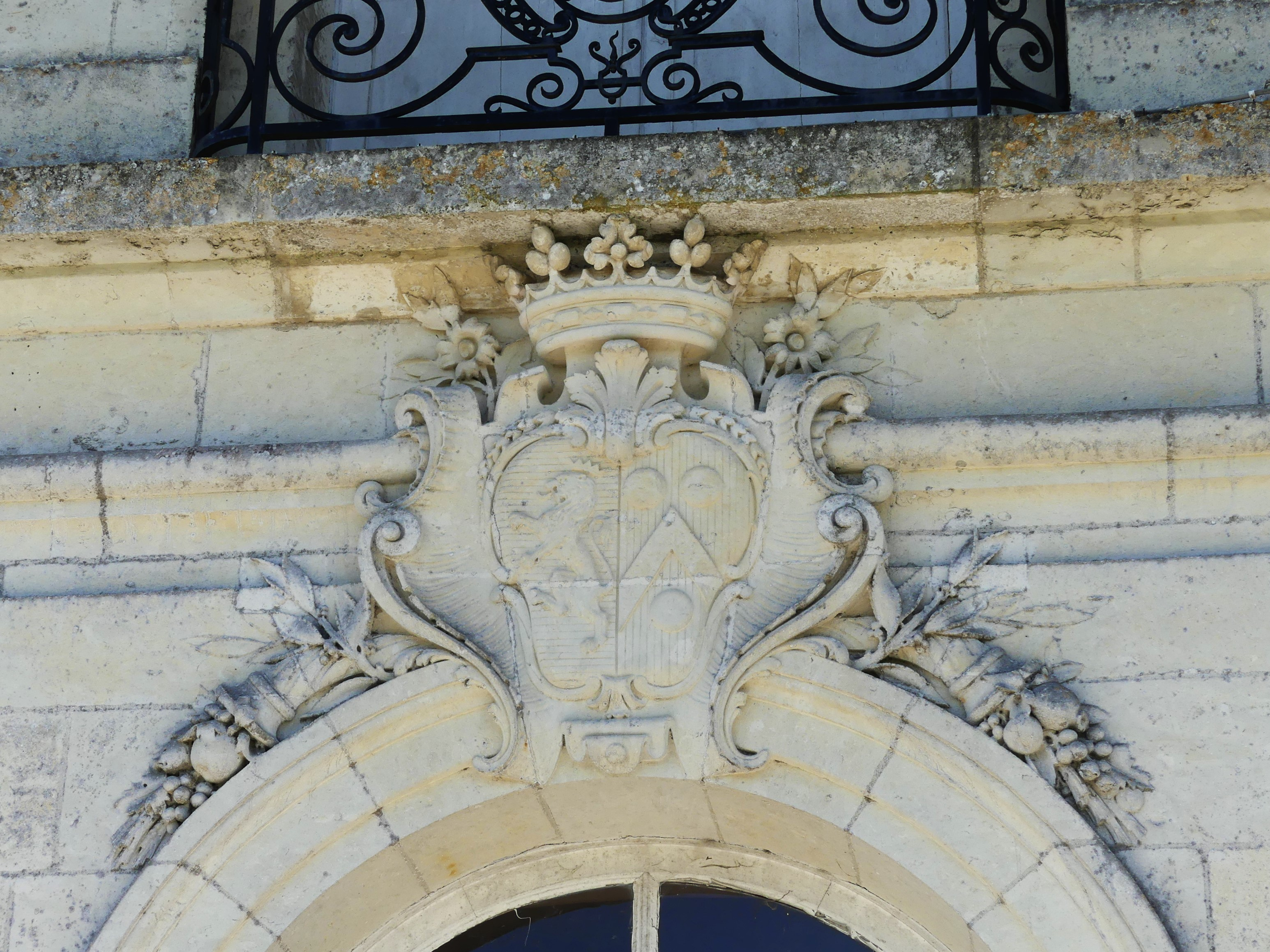
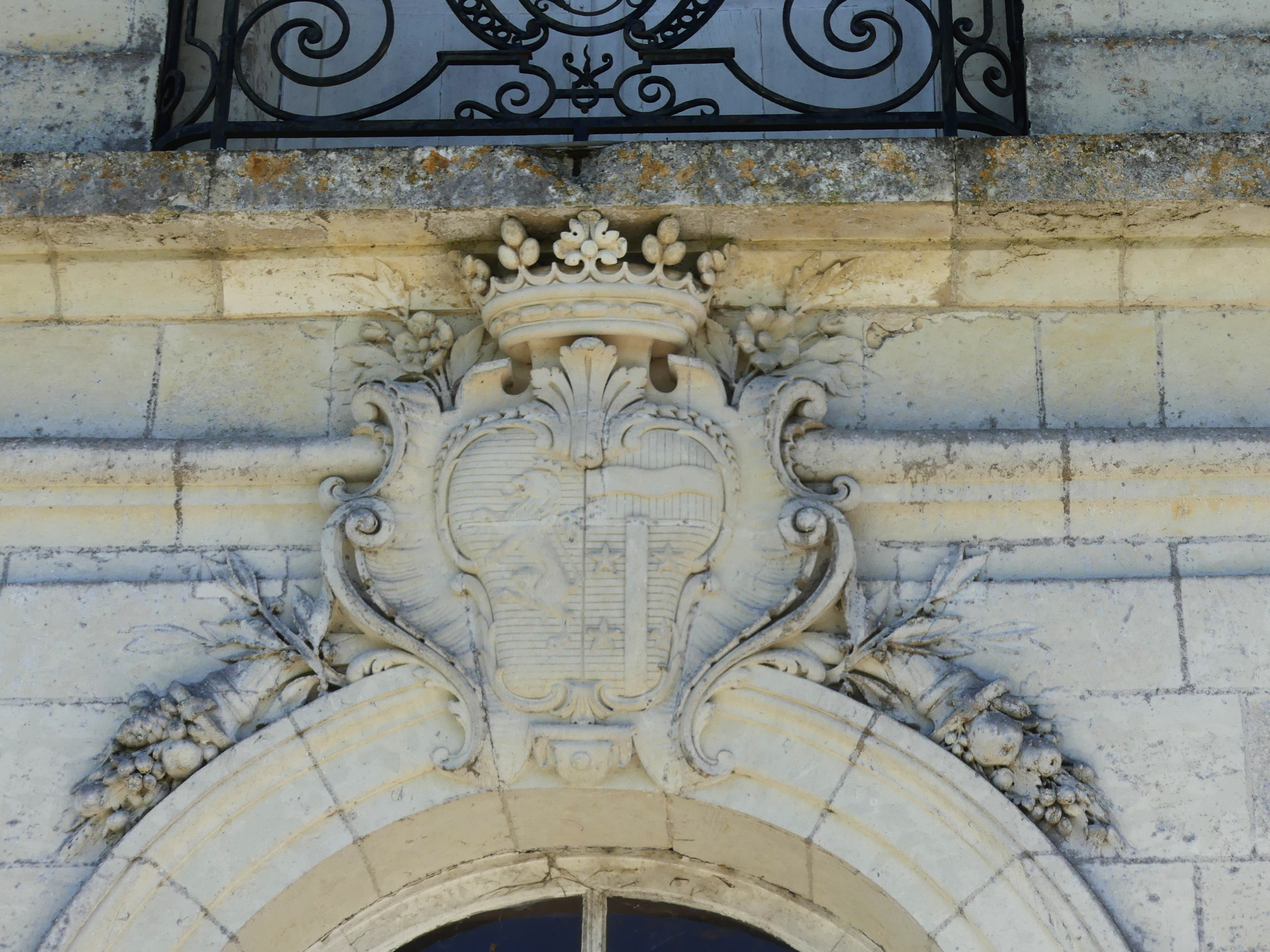

## Galerie de photos

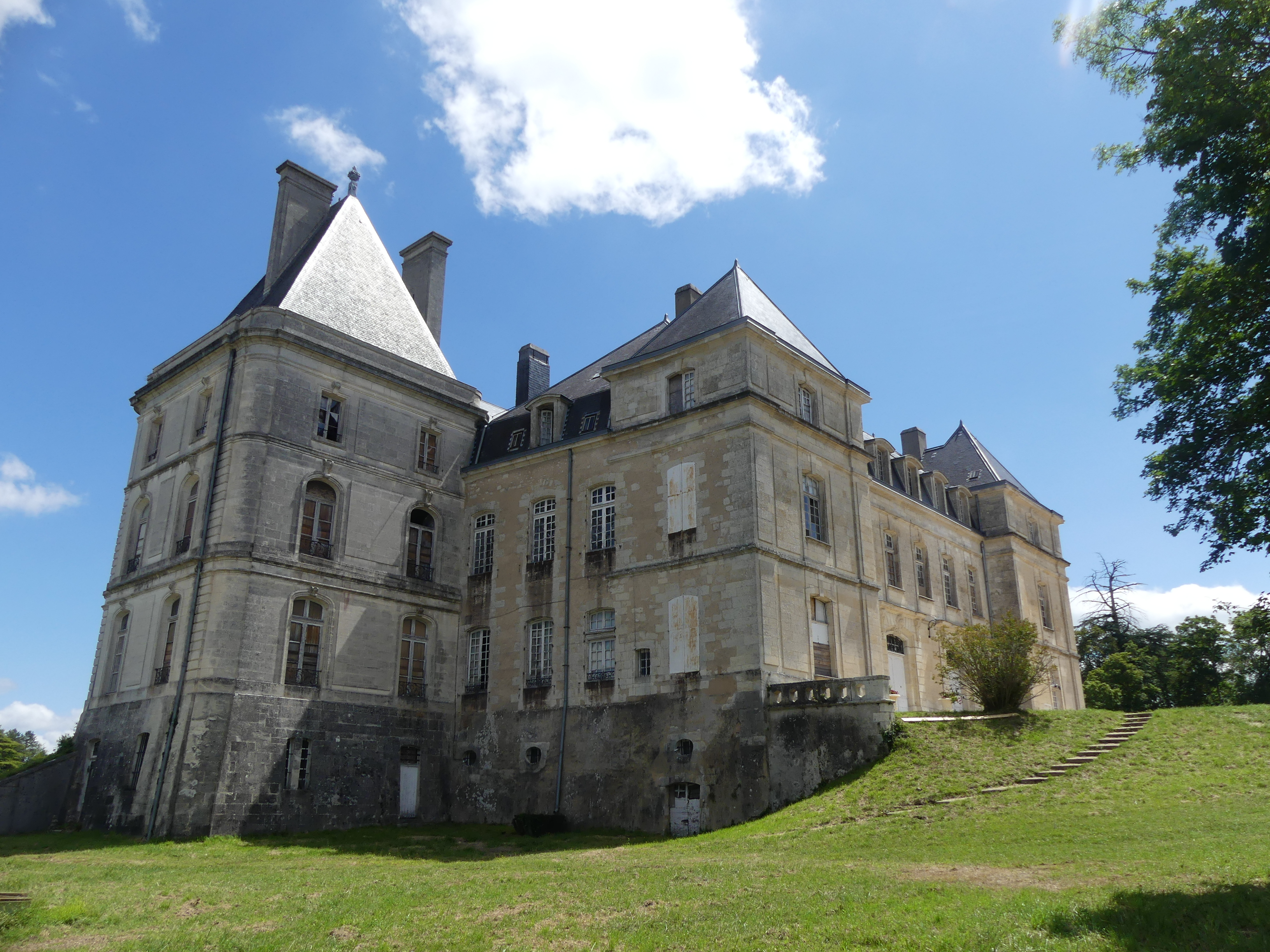
Le château vu depuis l'est.
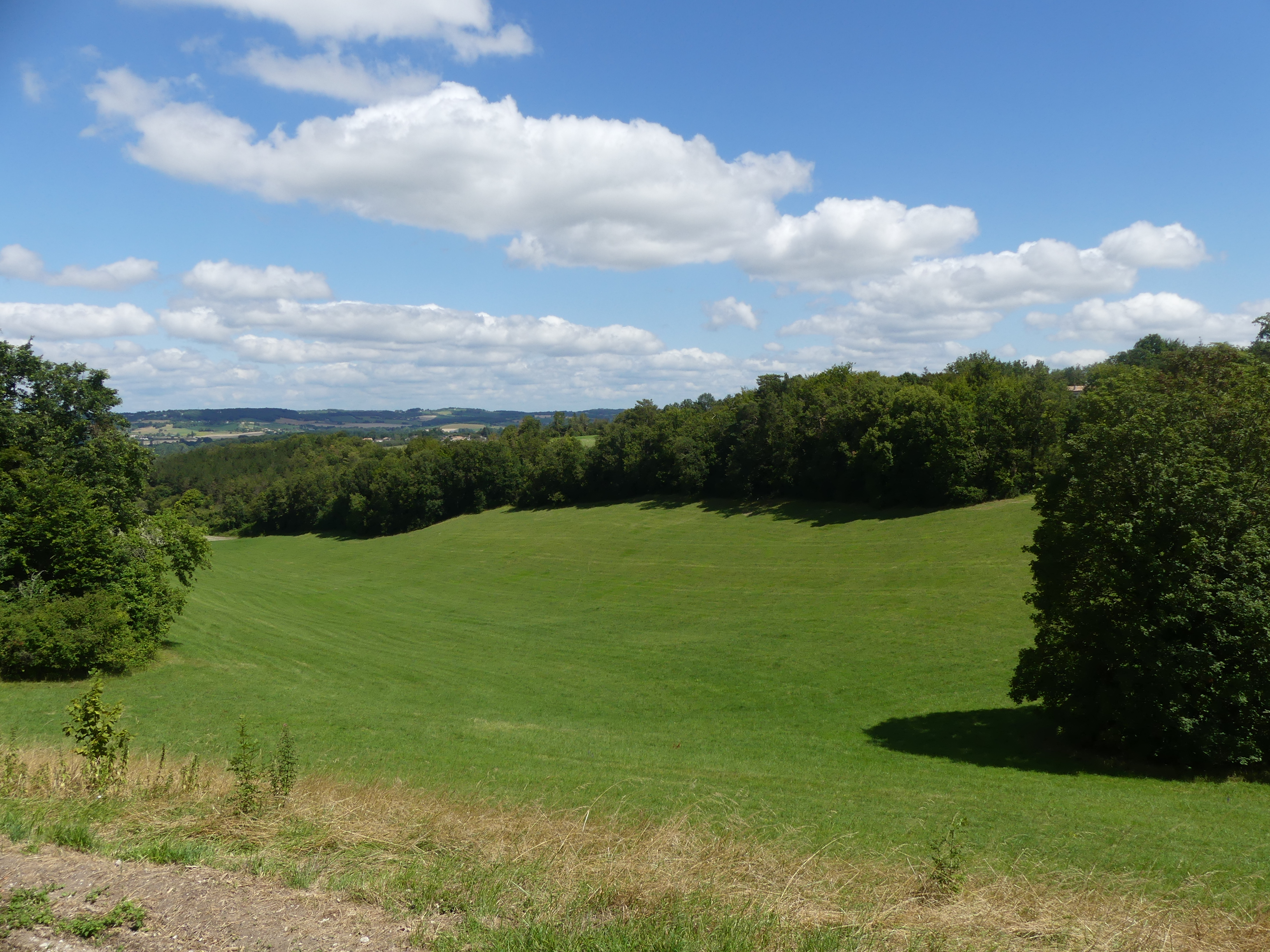
Le parc.
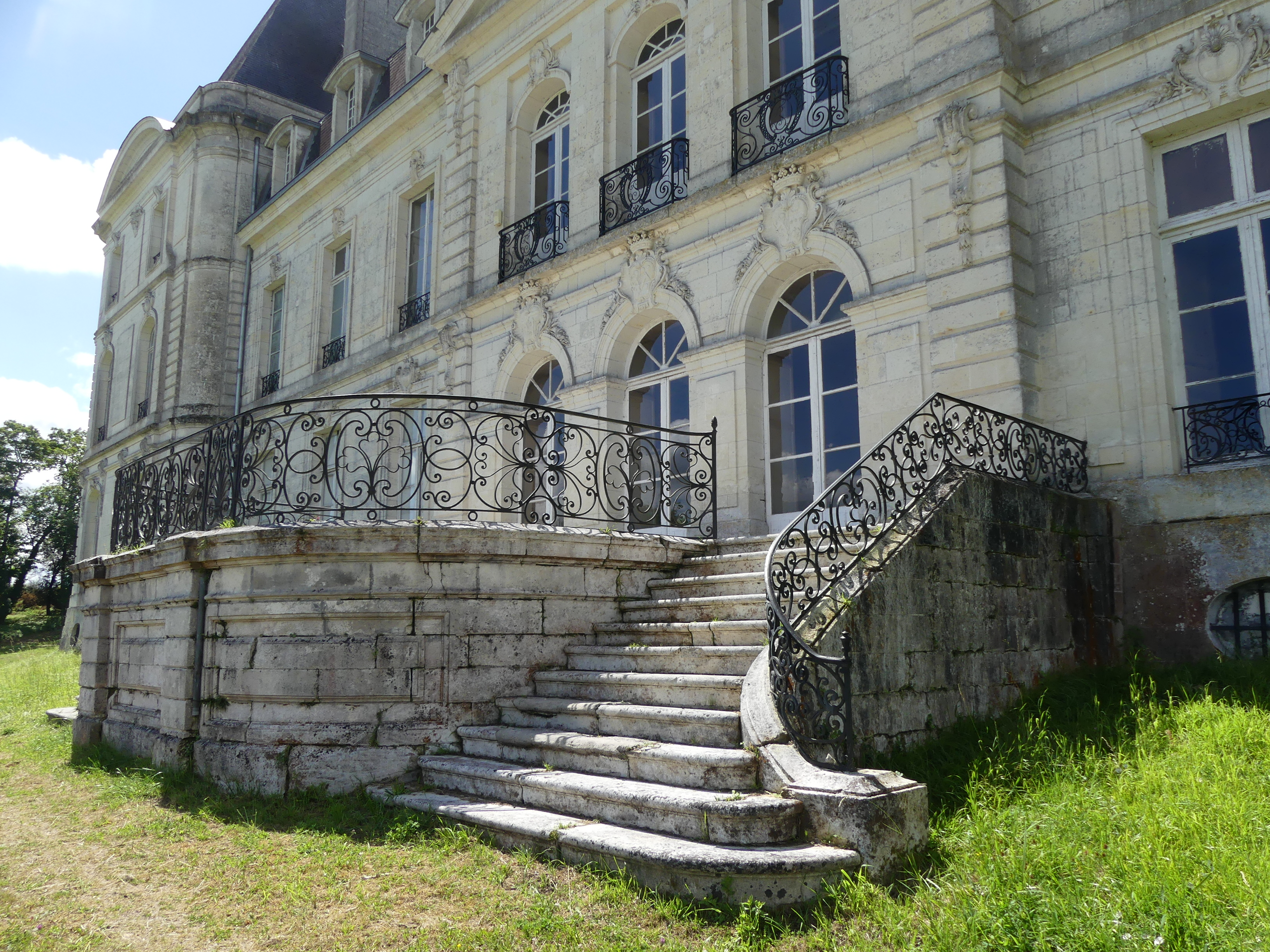
Le perron sur la façade nord-est.
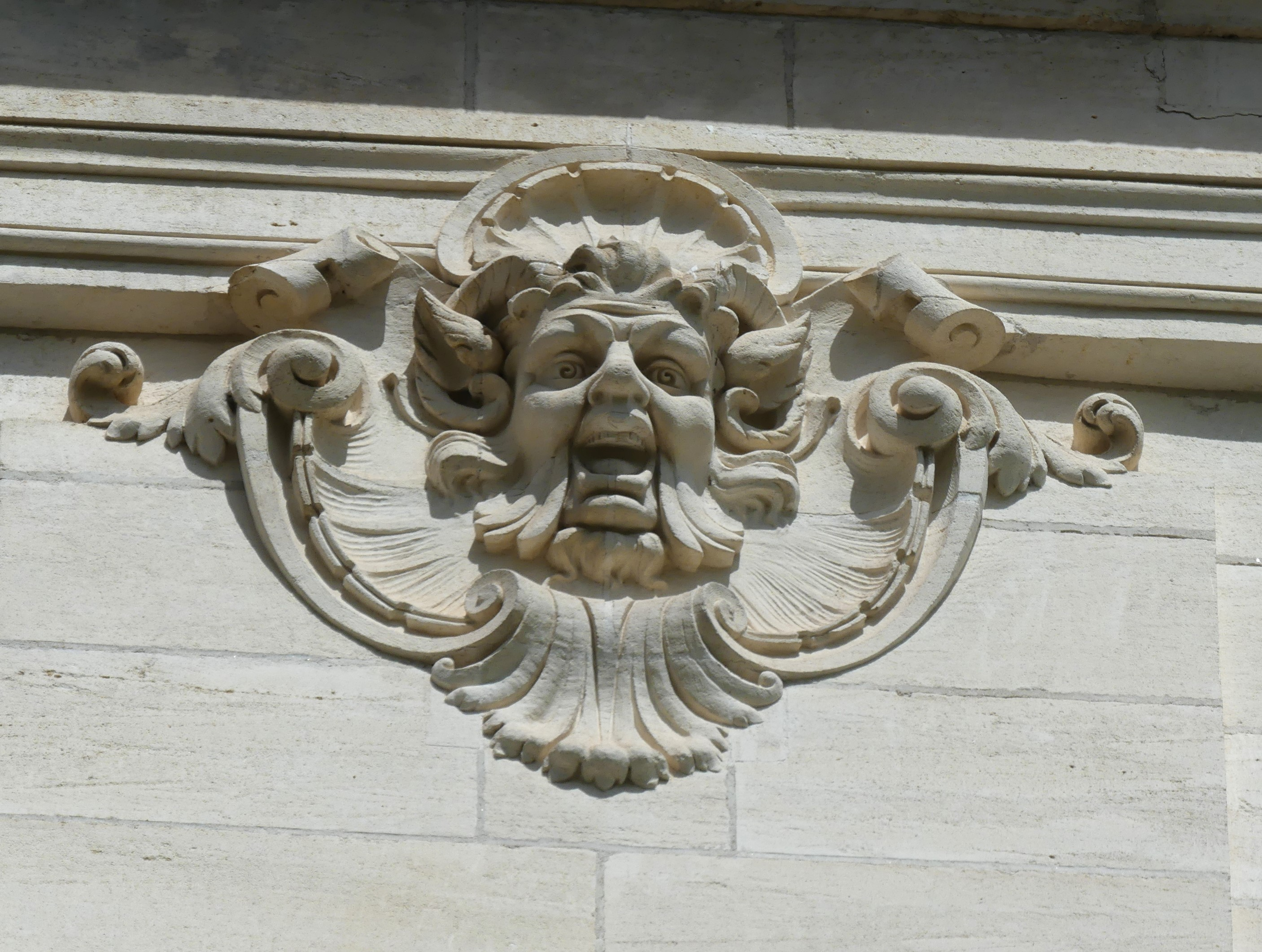
Mascaron de la façade sud-est.
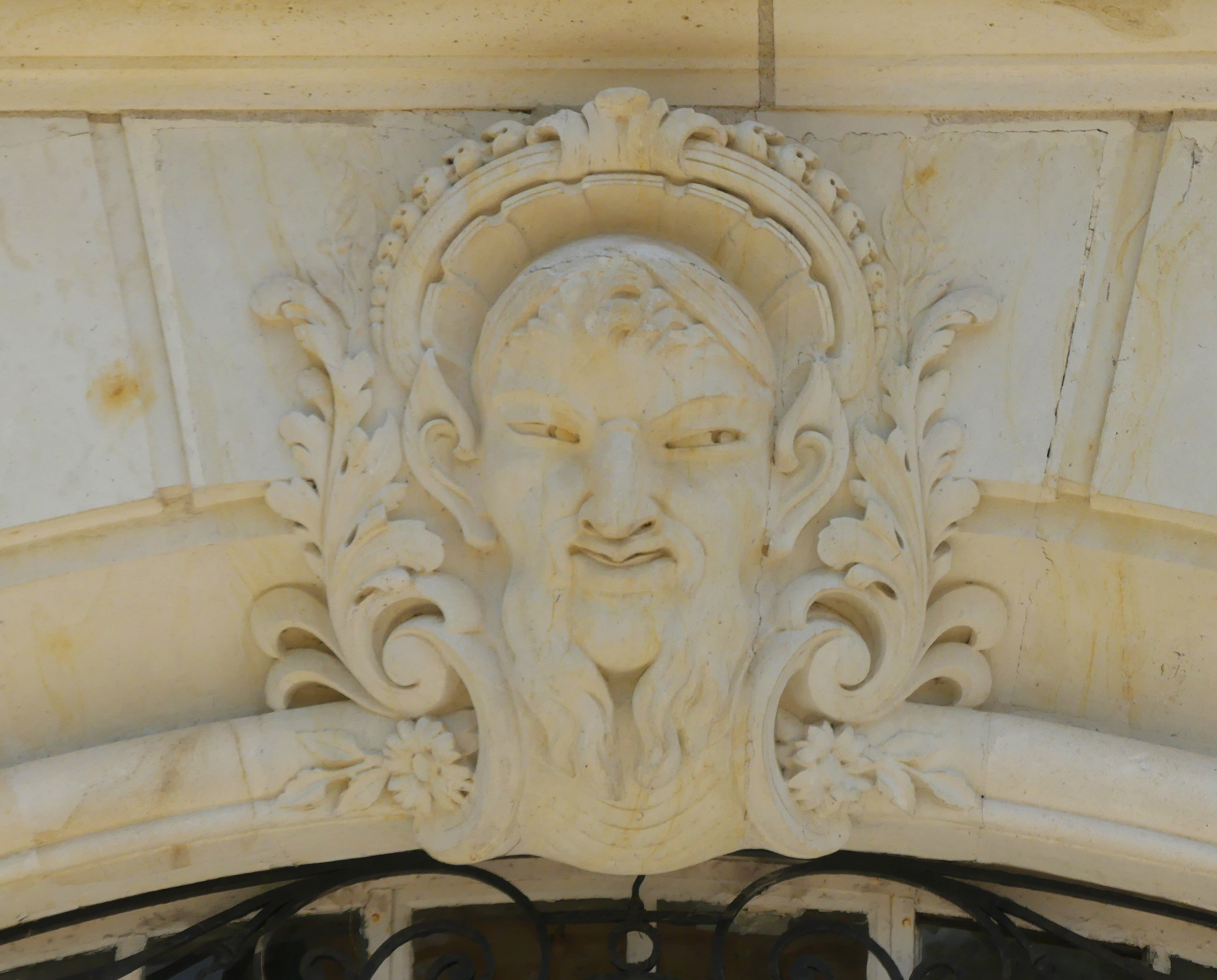
Clé d'arc de la façade sud-ouest.
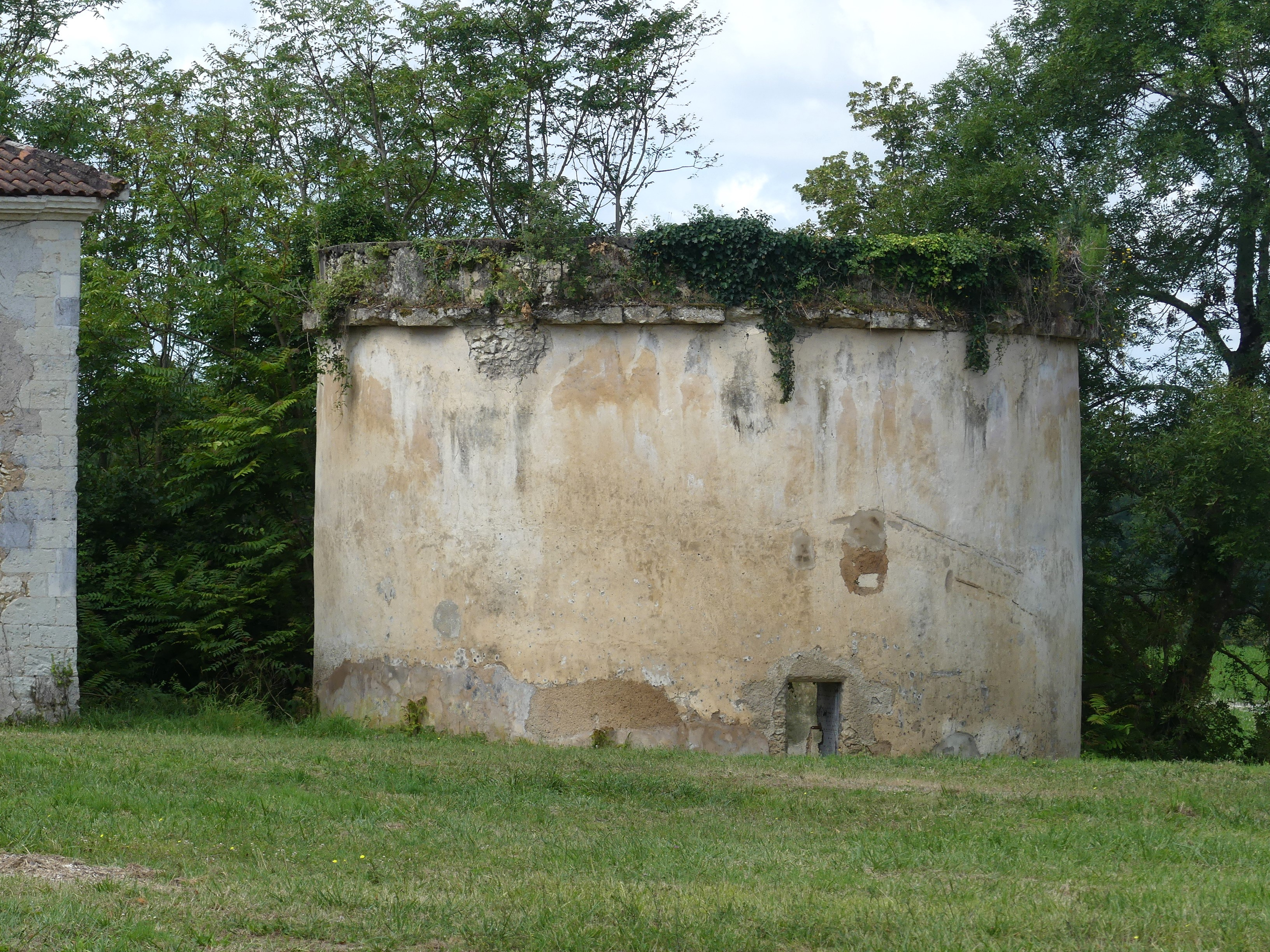
Vestiges du pigeonnier.
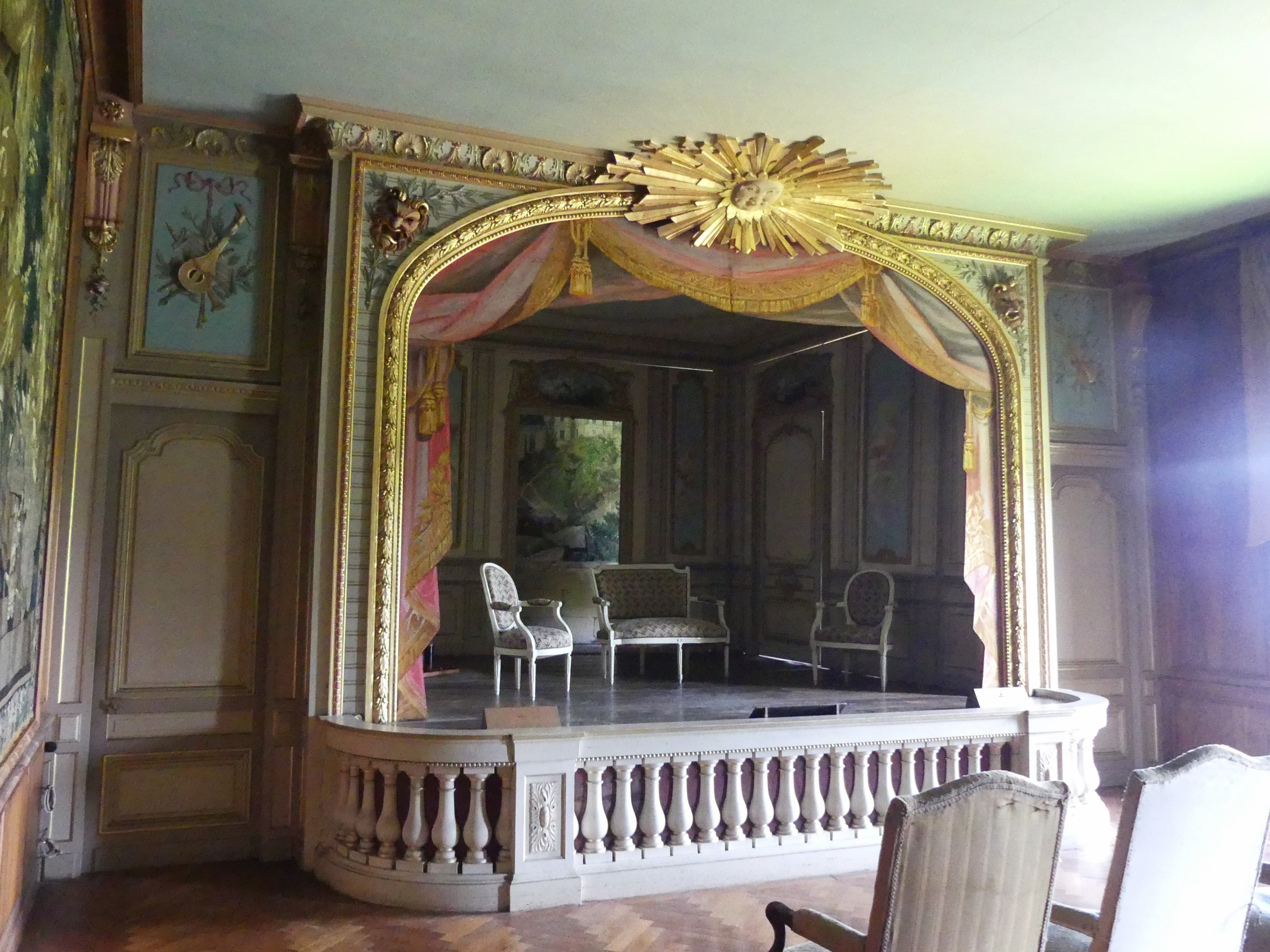
La salle de théâtre.
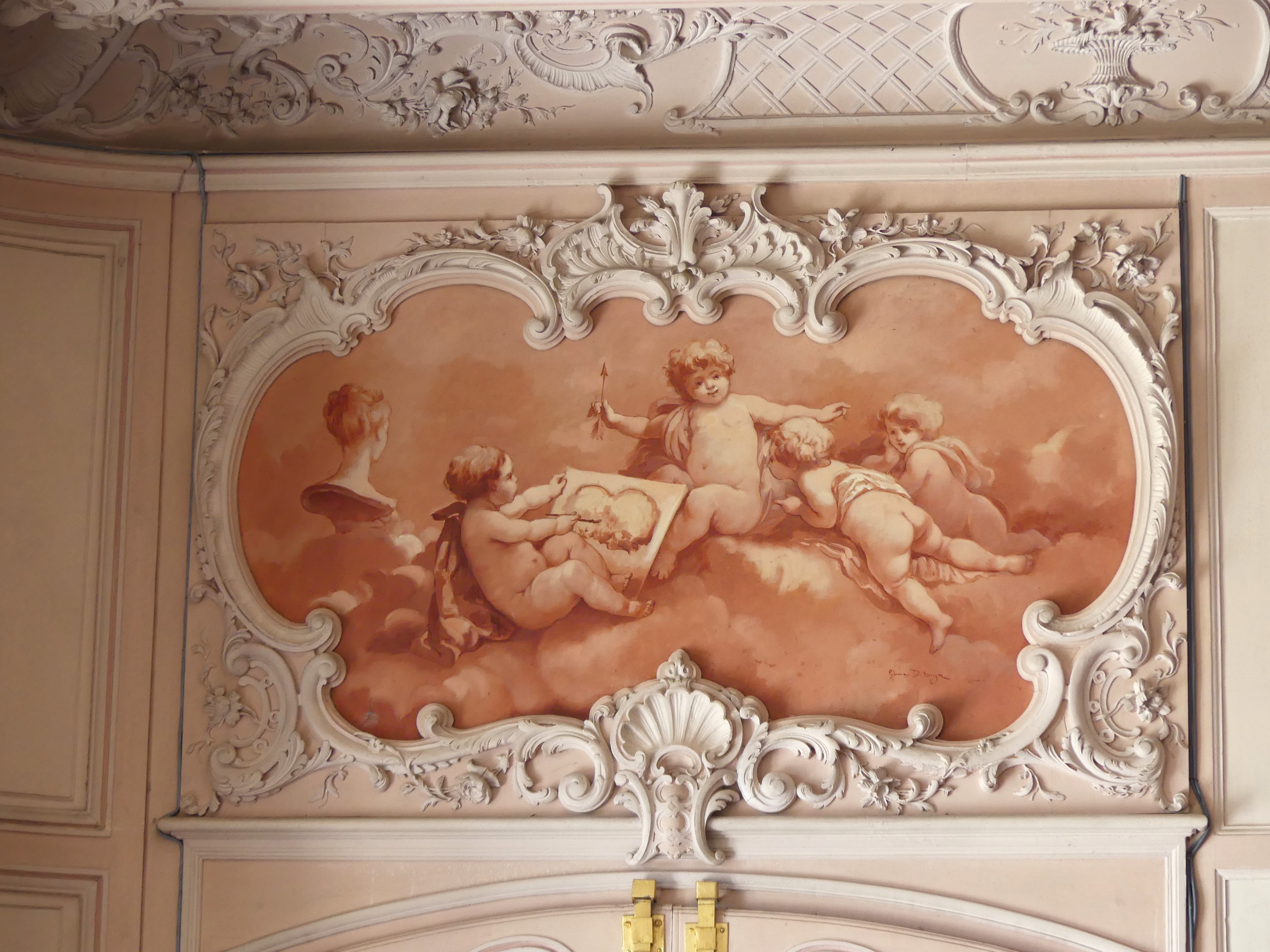
Peinture allégorique dans la salle de bal.
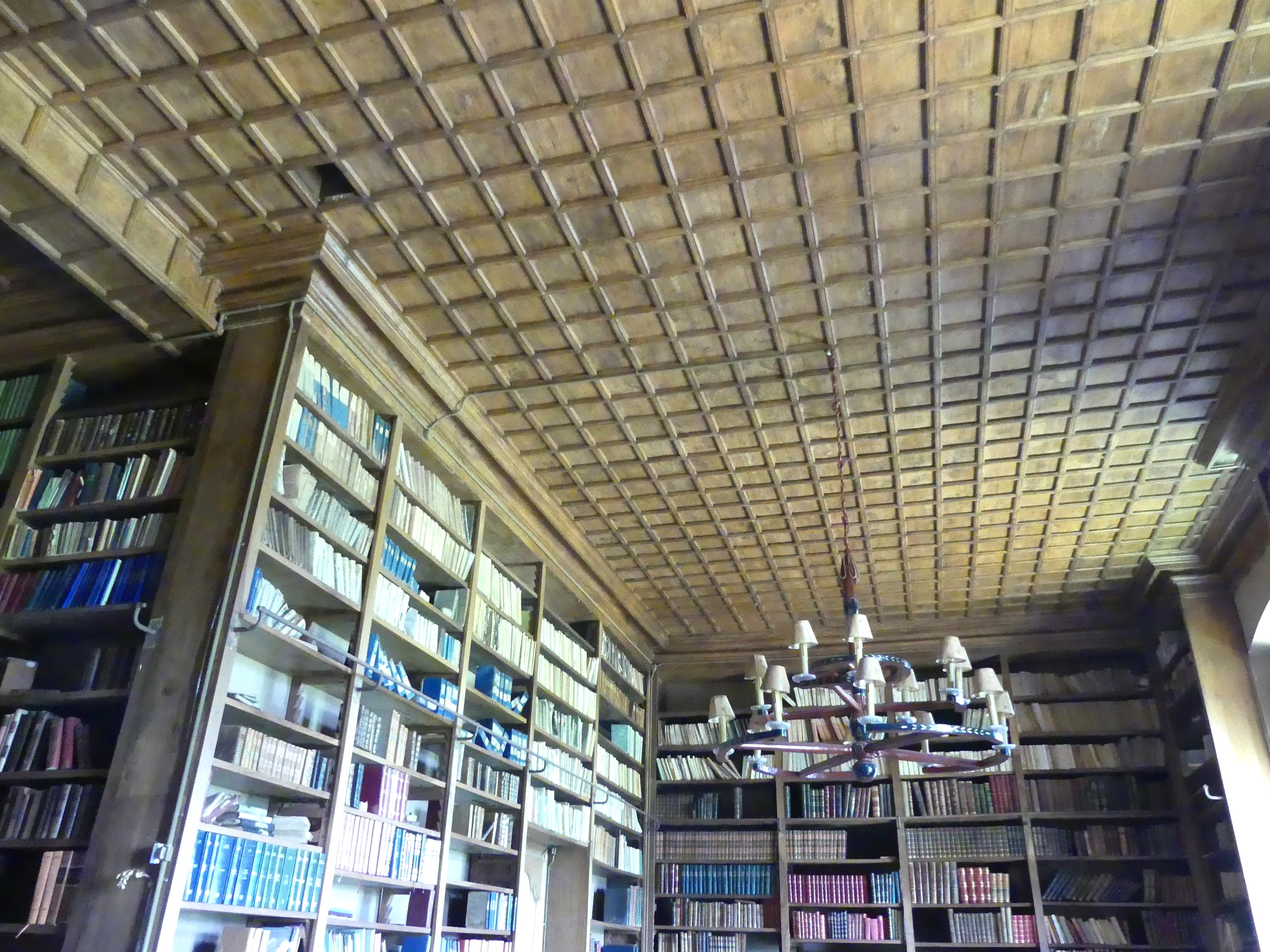
La bibliothèque et son plafond à caissons.
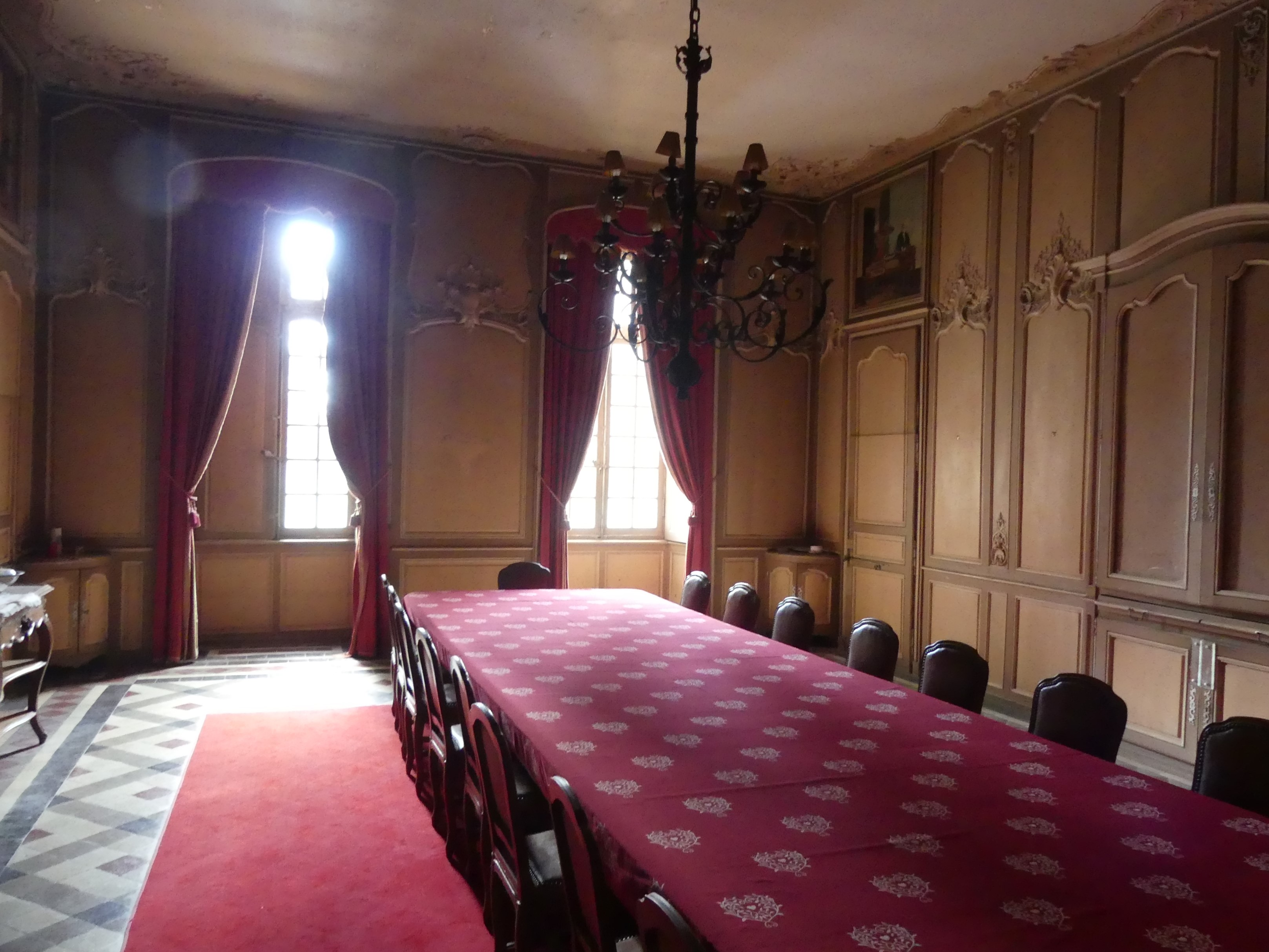
La salle à manger.
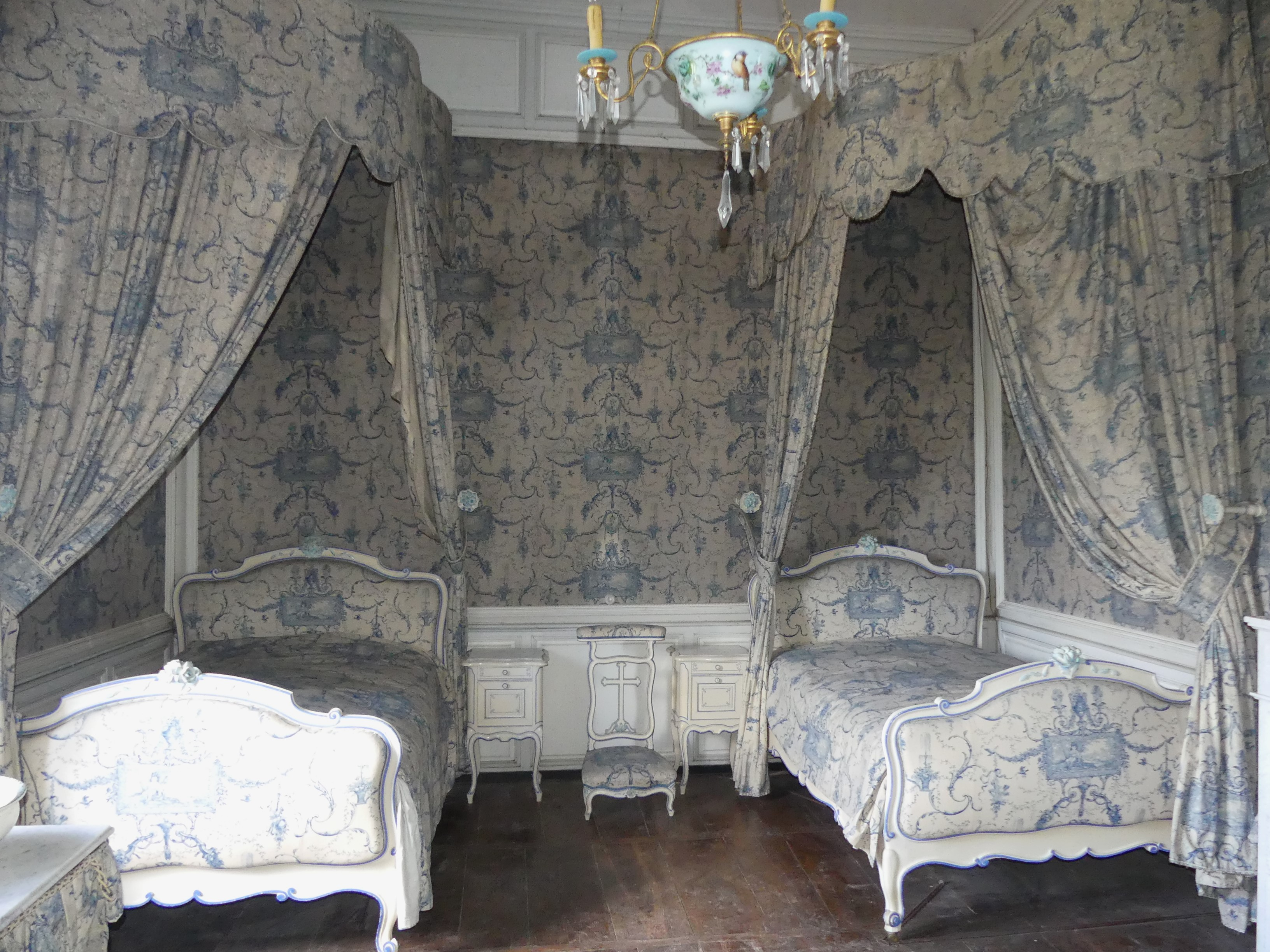
La chambre bleue.
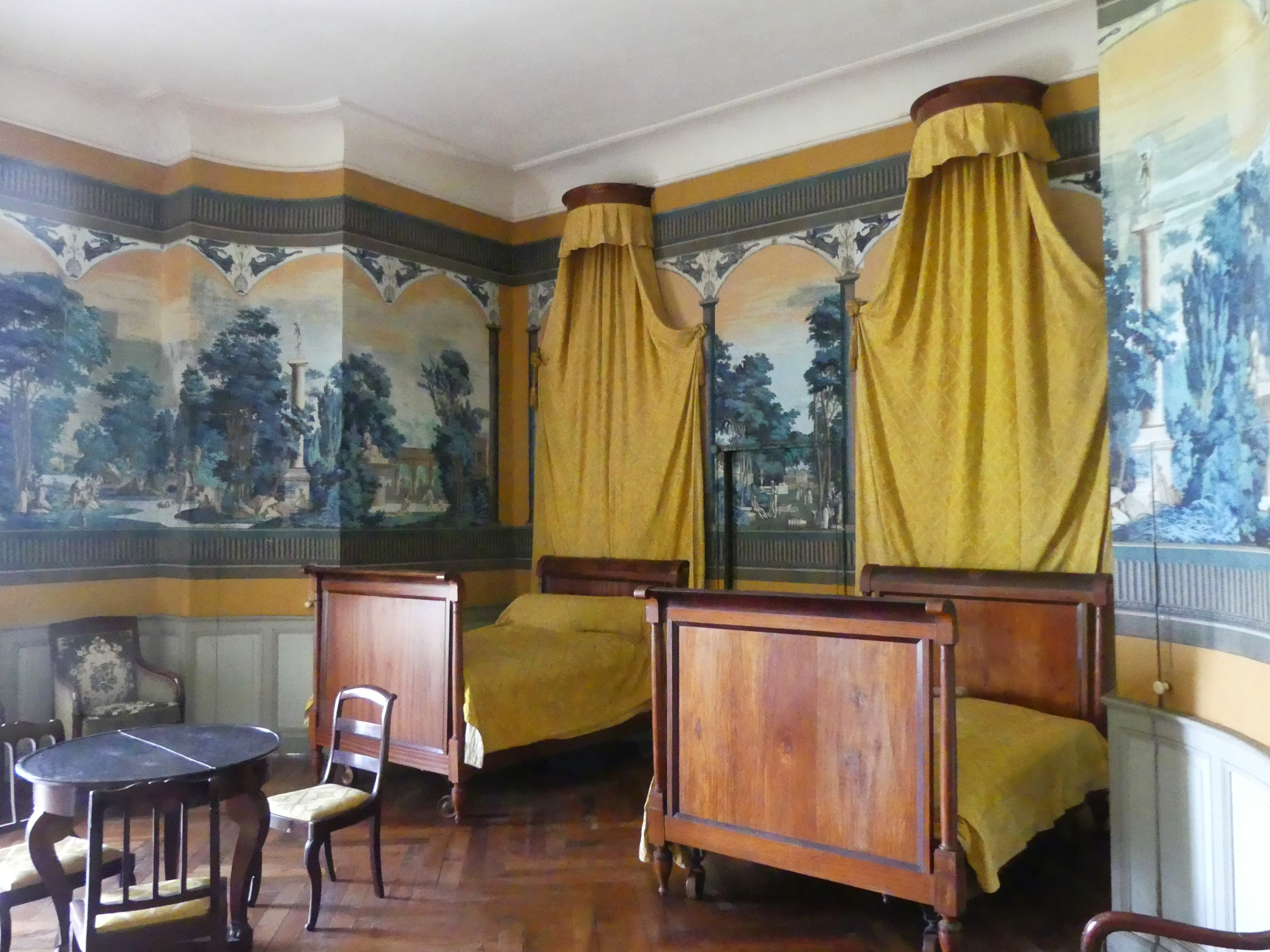
La chambre impériale.